# Międzynarodowy Związek Spółdzielczy
Międzynarodowy Związek Spółdzielczy (ang. International Co-operative Alliance, ICA, fr. Alliance coopérative internationale, ACI, hiszp. Alianza Cooperativa Internacional, ACI, niem. Internationaler Genossenschaftsbund, IGB, ros. Международный кооперативный альянс, MKA) – organizacja non-profit, założony w 1895 r. związek spółdzielczy o zasięgu światowym. 
Zrzesza krajowe i regionalne federacje oraz związki rewizyjne i branżowe spółdzielni. Został założony z inicjatywy angielskich i francuskich spółdzielców w 1895 roku na kongresie w Londynie. Przez wiele lat siedzibą Związku był Londyn, od 1982 r. jest nią Genewa.

## Członkowie
- Do Międzynarodowego Związku Spółdzielczego należy 307 organizacji członkowskich ze 103 krajów.
- Autonomicznymi sekcjami Związku są organizacje sektorowe, zrzeszające członków według branż, w których prowadzą działalność.

### Organizacje sektorowe
1. spółdzielnie konsumenckie: Consumer Co-operatives Worldwide (CCW)
2. spółdzielnie produkcyjne i usługowe: International Organisation of Industrial, Artisanal and Service Producers' Co-operatives (CICOPA)
3. spółdzielnie rolnicze: International Co-operative Agricultural Organisation (ICAO)
4. spółdzielnie budowlane: International Co-operative Housing Organisation (ICA Housing)
5. banki spółdzielcze: International Co-operative Banking Association (ICBA)
6. spółdzielnie rybackie: International Co-operative Fisheries Organisation (ICFO)
7. spółdzielnie ubezpieczeniowe: International Co-operative and Mutual Insurance Federation (ICMIF)
8. spółdzielnie zdrowotne: International Health Co-operative Organisation (IHCO)

### Polscy członkowie
- Krajowa Rada Spółdzielcza
- Krajowy Związek Rewizyjny Spółdzielni Spożywców „Społem”
- Krajowa SKOK
- Związek Lustracyjny Spółdzielni
- Związek Rewizyjny Spółdzielni Mieszkaniowych RP

## Zarząd
(kadencja 2009-2013)
- prezes – Pauline Green (Wielka Brytania)
- wiceprezes na region Afryki – Stanley Charles Muchirim (Kenia)
- wiceprezes na region Ameryki – Ramón Imperial Zúñiga (Meksyk)
- wiceprezes na region Azji i Pacyfiku – Li Chunsheng (Chiny)
- wiceprezes na region Europy – Felice Scalvini (Włochy)
- 18 członków (m.in. Janusz Paszkowski z Polski, wiceprezes Krajowej Rady Spółdzielczej)